# Памятник Нацагдоржу
Памятник Нацагдоржу (монг. Нацагдоржийн хөшөө) — памятник основателю современной монгольской литературы Д. Нацагдоржу, располагающийся в центре столицы Монголии, Улан-Батора.

## История
Памятник изготовили по эскизу скульптора Л. Махвала и установили в центре столицы в 1963 году. С конца 1960-х годов, в процессе проектирования и строительства Городского парка культуры и отдыха, памятник оказался в рамках его северной части. В социалистические времена каждую весну у памятника поэту проводили торжественную линейку; здесь же принимали в пионеры юных улан-баторцев.
В сентябре 2013 года по инициативе городского общественного совета было решено, в связи с реконструкцией парка и тем, что памятник оказался в окружении высотных зданий, переместить его к гостинице «Улан-Батор» или к Центральной библиотеке им. Нацагдоржа, и 29 октября его перенесли в Сквер турко-монгольской дружбы перед гостиницей, где раньше располагался памятник Ленину.

## Описание
Памятник представляет собой скульптуру Нацагдоржа, одетого в традиционную дэли и сидящего с карандашом и бумагой в руках в традиционной позе писца. На постаменте памятника — барельефы, изображающие сцены из первой монгольской национальной оперы «Среди печальных гор», либретто которой написал Нацагдорж. На передней части постамента выгравированы по-старомонгольски начальная строфа его стихотворения «Моя родина» (монг. Миний нутаг):

Высокие прекрасные хребты Хэнтия, Хангая, Саян —
 Лесистые горы, что украшают северную сторону,
 Великие просторные пустыни Мэнэна, Шарги, Номина —
 Песчаные океаны, что царят на южной стороне —
 Это моя родная земля,
 Прекрасная Монголия!
Оригинальный текст (монг.)Хэнтий, Хангай, Саяны өндөр сайхан нуруунууд,
 Хойт зүгийн чимэг болсон ой хөвчийн уулнууд,
 Мэнэн, Шарга, Номины өргөн их говиуд,
 Өмнө зүгийн манлай болсон элсэн манхан далайнууд.
 Энэ бол миний төрсөн нутаг,
 Монголын сайхан орон!